# Clovis Cazes
Clovis Alfred Cazes, dit Clovis Cazes, né le 28 octobre 1883 à Lannepax (Gers) et mort en octobre 1918,,, à Saint-Sébastien (Espagne), est un peintre français.

## Biographie
D'origine gasconne, il est le fils de Pierre Félix Cazes, épicier et de Joséphine Larée, sage-femme. Clovis Cazes commence son apprentissage en 1899 dans l'atelier du peintre agenais David à l’âge de 16 ans. Âgé de 17 ans, il obtient une bourse d'études du conseil général du Gers en 1900. Il étudiera ensuite à l’École supérieure des beaux-arts de Toulouse. Il remporte en 1903 le premier grand prix du concours triennal de Toulouse et obtient une bourse d’entrée à l’École des beaux-arts de Paris, où il entra en 1904. Il y sera notamment l'élève de Fernand Cormon, Carolus-Duran, Jean-Paul Laurens et Jean-Jacques Henner . Au sein de l'atelier de Fernand Cormon, il remporte plusieurs distinctions et « premier prix d’École » tels que la « grande médaille d'émulation », le prix Chenavard, le prix Maguelonne-Lefebvre-Glaize, le prix Sturler ou encore le prix d'Attainville.
Il devient membre de la Société des artistes français en 1906. Ses travaux et l'exposition de ses œuvres lui permettent d'obtenir une nouvelle bourse d'études d'un an en Italie en 1909. Il sera nommé peintre officiel de la Marine en 1914. Il côtoiera à cette époque les peintres landais Alex Lizal et Jean-Roger Sourgen. 
Il sera mobilisé en août 1914 pour la Grande Guerre, mais fut rapidement réformé à la suite d'une maladie infectieuse. Il sera alors envoyé en Espagne en tant qu'attaché au consulat de France à Valence. Il rencontre en Espagne un succès croissant, exposant notamment une grande partie de sa production espagnole à Saint-Sébastien. Il y mourra en 1918 de l'épidémie de grippe espagnole durant l'exposition, à l'âge de 35 ans.
Ses œuvres sont notamment inspirées de l'art académique, aussi appelé pompiérisme ou académisme.

## Œuvres notables (collections publiques)
- 1905 : La Promenade du Centaure (hôtel d'Assézat à Toulouse)
- 1909 : Le Soir. Prix Lefèvre Glaize; troisième médaille.
- 1910 : Cortège antique (acheté par l’État au profit du musée des beaux-arts de Bordeaux)
- 1911 : Bacchante (acheté par l’État au profit du musée des Augustins de Toulouse)
- 1911 : Soir antique (musée des Augustins de Toulouse)
- 1913 : Rhapsode (musée des Jacobins d'Auch). Second grand prix de Rome (il n'y eut pas de premier prix), prix « figure » au musée d'Auch.
- 1914 : Chasseresses, exposé au Salon de Bruxelles de 1914.
- 1914 : Soir païen, exposé au Salon de Bruxelles de 1914.

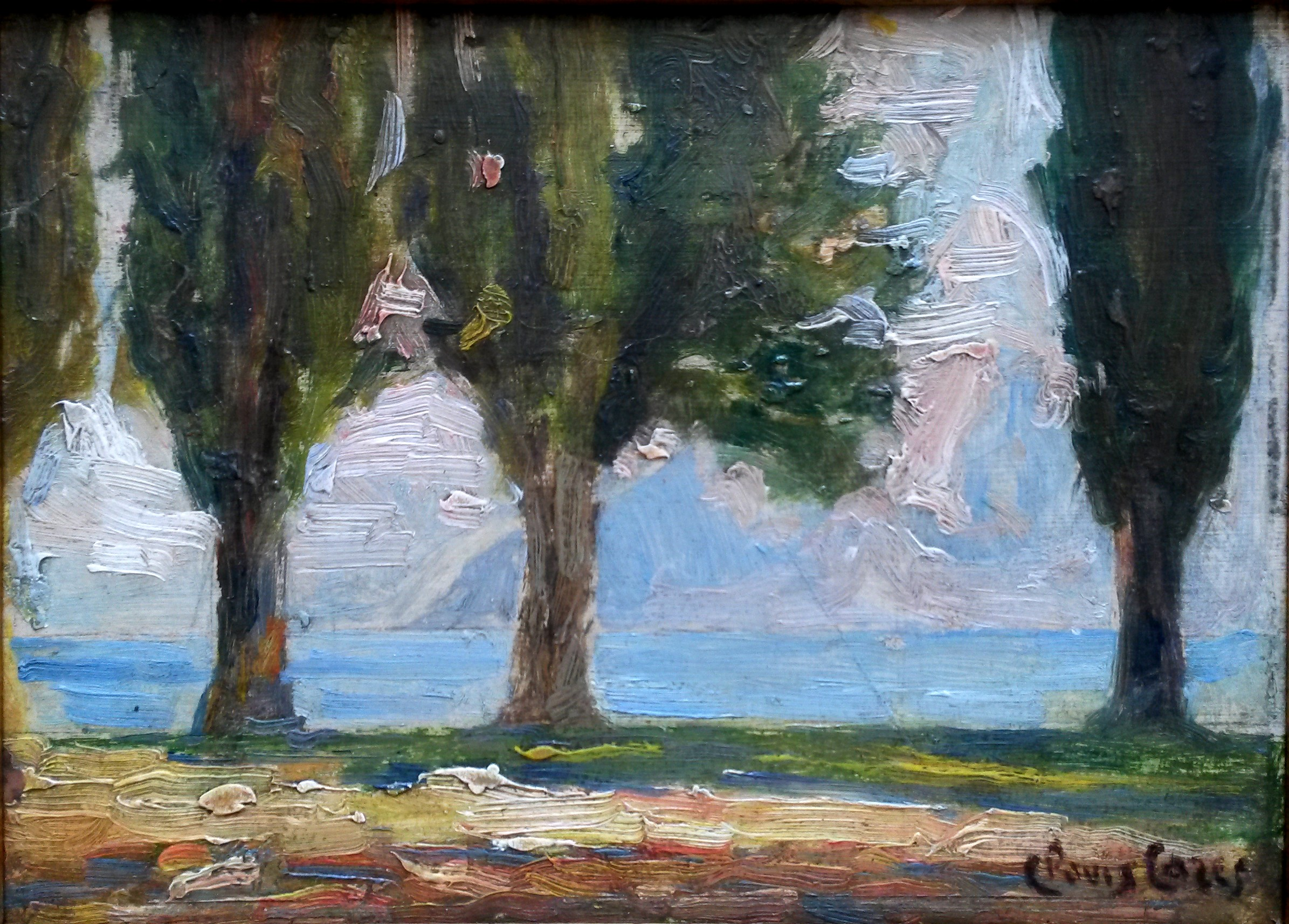
Cyprès (env. 1909) (probablement Toscane, Italie) Collection privée
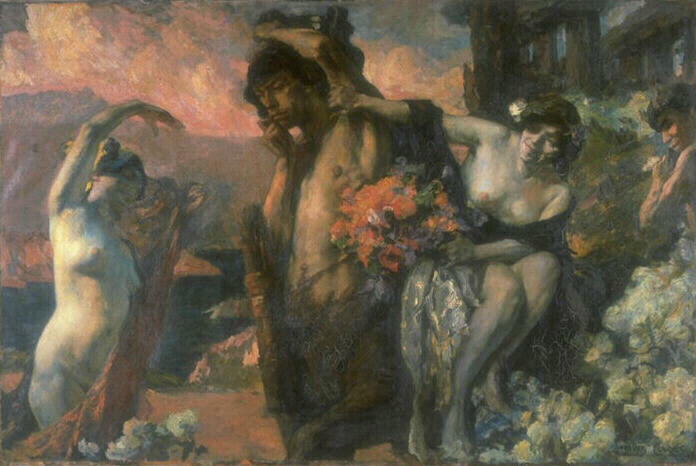
Cortège antique (1910) Musée des beaux-arts de Bordeaux